# Allorgeia
Allorgeia, rod parožina u porodici Desmidiaceae, dio reda Desmidiales. Postoje dvije slatkovodne vrste, obje iz Afrike.
Rod je dobio ime po francuskom algologu Pierreu Allorgeu (1891. – 1944.).

## Vrste
- Allorgeia incredibilis Thomasson ex Guiry & Coesel
- Allorgeia valiae Gauthier-Lièvre ex Guiry & Coesel